# Deutz D 2506
Der Deutz D 2506 ist ein Schlepper, den Klöckner-Humboldt-Deutz von 1968 bis 1974 in den Deutz-Werken in Köln herstellte. Er war das kleinste Modell der neu eingeführten 06-Reihe und entspricht technisch in vielen Punkten dem Vorgängermodell D 2505. Zu den Neuerungen zählte der Motor, die geänderte Blechverkleidung und das im Detail überarbeitete Getriebe. Der als Ackerschlepper entwickelte D 2506 ist zudem mit einem Vorderachsenbock ausgerüstet, der bis zu 11 Ballastgewichte mit jeweils 22 kg Belastung tragen konnte. 1974 änderte Deutz die Farbgebung von dunkelgrün/grau zu hellgrün/violettblau. Noch im gleichen Jahr endete die Produktion. Sein Nachfolger wurde einige Jahre später der Deutz-Fahr D 2807.
Zu Beginn der Fertigung des D 2506 wurde der Schlepper mit dem Deutz-TW 25.1-Getriebe versehen. Später wurde ein Deutz-TW-25.2-Getriebe eingebaut. Beide verwendeten Getriebe sind mit Getriebezapfwellen ausgestattet und verfügen über 8 Vorwärts- und 2 Rückwärtsgänge. Der luftgekühlte Zweizylinder-Dieselmotor vom Typ F2L912 mit Direkteinspritzung wurde komplett neu entwickelt und bringt bei 2.100 Umdrehungen pro Minute eine Nennleistung von 24 PS (18 kW). Bei einer Länge von 3340 mm und einer Breite von 1535 mm beträgt das Leergewicht des Schleppers 1750 kg. Die Höchstgeschwindigkeit des Deutz D 2506 liegt bei 20 km/h (Schnellgangvariante 25 km/h).